# Пјаца-Гизалба (Леко)
Пјаца-Гизалба је насеље у Италији у округу Леко, региону Ломбардија.
Према процени из 2011. у насељу је живело 131 становника. Насеље се налази на надморској висини од 451 м.